# Psaphara
Psaphara is een geslacht van vlinders van de familie uilen (Noctuidae), uit de onderfamilie Noctuinae.

## Soorten
- P. conwayi Richards, 1941
- P. interclusa Walker, 1857